# Prezydenci Paragwaju

## Chronologiczna lista prezydentów Paragwaju
| Osoba                            | Osoba                                                           | Osoba                | Kadencja             | Kadencja             | Partia polityczna                    |
| #                                | Imię i Nazwisko                                                 | Portret              | Od                   | Do                   | Partia polityczna                    |
| Konsulowie Republiki             | Konsulowie Republiki                                            | Konsulowie Republiki | Konsulowie Republiki | Konsulowie Republiki | Konsulowie Republiki                 |
| -------------------------------- | --------------------------------------------------------------- | -------------------- | -------------------- | -------------------- | ------------------------------------ |
| -                                | José Gaspar Rodríguez de Francia (1766–1840)                    |                      | 15 października 1813 | 15 lutego 1814       | bezpartyjny                          |
| -                                | Fulgencio Yegros (1780–1821)                                    |                      | 15 lutego 1814       | 12 czerwca 1814      | bezpartyjny                          |
| -                                | José Gaspar Rodríguez de Francia (1766–1840)                    |                      | 12 czerwca 1814      | 4 października 1814  | bezpartyjny                          |
| Najwyższy Dyktator               |                                                                 |                      |                      |                      |                                      |
| -                                | José Gaspar Rodríguez de Francia (1766–1840)                    |                      | 4 października 1814  | 20 września 1840     | bezpartyjny                          |
| Przewodniczący Tymczasowej Junty |                                                                 |                      |                      |                      |                                      |
| -                                | Manuel Antonio Ortiz                                            |                      | 25 września 1840     | 22 stycznia 1841     | bezpartyjny                          |
| -                                | Juan José Medina                                                |                      | 22 stycznia 1841     | 9 lutego 1841        | bezpartyjny                          |
| -                                | Mariano Roque Alonzo (–1853)                                    |                      | 9 lutego 1841        | 14 marca 1841        | bezpartyjny                          |
| Konsulowie Republiki             |                                                                 |                      |                      |                      |                                      |
| -                                | Carlos Antonio López (1792–1862) i Mariano Roque Alonzo (–1853) |                      | 14 marca 1841        | 13 marca 1844        | bezpartyjny                          |
| Prezydenci                       |                                                                 |                      |                      |                      |                                      |
| 1                                | Carlos Antonio López (1792–1862)                                |                      | 14 marca 1844        | 10 września 1862     | bezpartyjny                          |
| 2                                | Francisco Solano López (1827–1870)                              |                      | 10 września 1862     | 15 sierpnia 1869     | bezpartyjny                          |
| -                                | Rząd tymczasowy                                                 |                      | 15 sierpnia 1869     | 31 sierpnia 1870     | bezpartyjny                          |
| -                                | Facundo Machaín (1845–1877)                                     |                      | 31 sierpnia 1870     | 1 września 1870      | bezpartyjny                          |
| 3                                | Cirilo Antonio Rivarola (1836–1878)                             |                      | 1 września 1870      | 18 grudnia 1871      | bezpartyjny                          |
| -                                | Salvador Jovellanos (1833–1881)                                 |                      | 18 grudnia 1871      | 25 listopada 1874    | bezpartyjny                          |
| 4                                | Juan Bautista Gill (1840–1877)                                  |                      | 25 listopada 1874    | 12 kwietnia 1877     | bezpartyjny                          |
| -                                | Higinio Uriarte (1843–1909)                                     |                      | 12 kwietnia 1877     | 25 listopada 1878    | bezpartyjny                          |
| 5                                | Cándido Bareiro (1833–1880)                                     |                      | 25 listopada 1878    | 4 września 1880      | bezpartyjny                          |
| 6                                | Bernardino Caballero (1839–1912)                                |                      | 4 września 1880      | 25 listopada 1886    | Colorado                             |
| 7                                | Patricio Escobar (1843–1912)                                    |                      | 25 listopada 1886    | 25 listopada 1890    | Colorado                             |
| 8                                | Juan Gualberto González (1851–1912)                             |                      | 25 listopada 1890    | 9 czerwca 1894       | Colorado                             |
| -                                | Marcos Morínigo (1848–1901)                                     |                      | 9 czerwca 1894       | 25 listopada 1894    | Colorado                             |
| 9                                | Juan Bautista Egusquiza (1845–1902)                             |                      | 25 listopada 1894    | 25 listopada 1898    | Colorado                             |
| 10                               | Emilio Aceval (1853–1931)                                       |                      | 25 listopada 1898    | 9 stycznia 1902      | Colorado                             |
| -                                | Andrés Héctor Carvallo (1862–1934)                              |                      | 9 stycznia 1902      | 25 listopada 1902    | Colorado                             |
| 11                               | Juan Antonio Escurra (1859–1929)                                |                      | 25 listopada 1902    | 19 grudnia 1904      | Colorado                             |
| -                                | Juan Bautista Gaona (1845–1932)                                 |                      | 19 grudnia 1904      | 9 grudnia 1905       | Partia Liberalna                     |
| -                                | Cecilio Báez (1862–1941)                                        |                      | 9 grudnia 1905       | 25 listopada 1906    | Partia Liberalna                     |
| 12                               | Benigno Ferreira (1846–1920)                                    |                      | 25 listopada 1906    | 4 lipca 1908         | Partia Liberalna                     |
| -                                | Emiliano González Navero (1861–1934)                            |                      | 4 lipca 1908         | 25 listopada 1910    | Partia Liberalna                     |
| 13                               | Manuel Gondra (1871–1927)                                       |                      | 25 listopada 1910    | 17 stycznia 1911     | Partia Liberalna                     |
| -                                | Albino Jara (1877–1912)                                         |                      | 17 stycznia 1911     | 5 lipca 1911         | Partia Liberalna                     |
| -                                | Liberato Marcial Rojas (1870–1922)                              |                      | 5 lipca 1911         | 28 lutego 1912       | Partia Liberalna                     |
| -                                | Pedro Peña (1864–1943)                                          |                      | 28 lutego 1912       | 22 marca 1912        | Partia Liberalna                     |
| -                                | Emiliano González Navero (1861–1934)                            |                      | 22 marca 1912        | 15 sierpnia 1912     | Partia Liberalna                     |
| 14                               | Eduardo Schaerer (1873–1941)                                    |                      | 15 sierpnia 1912     | 15 sierpnia 1916     | Partia Liberalna                     |
| 15                               | Manuel Franco (1871–1919)                                       |                      | 15 sierpnia 1916     | 5 czerwca 1919       | Partia Liberalna                     |
| 16                               | José Pedro Montero (1878–1927)                                  |                      | 5 czerwca 1919       | 15 sierpnia 1920     | Partia Liberalna                     |
| 17                               | Manuel Gondra (1871–1927)                                       |                      | 15 sierpnia 1920     | 7 listopada 1921     | Partia Liberalna                     |
| -                                | Eusebio Ayala (1875–1942)                                       |                      | 7 listopada 1921     | 12 kwietnia 1923     | Partia Liberalna                     |
| -                                | Eligio Ayala (1879–1930)                                        |                      | 12 kwietnia 1923     | 17 marca 1924        | Partia Liberalna                     |
| -                                | Luis Alberto Riart (1880–1953)                                  |                      | 17 marca 1924        | 15 sierpnia 1924     | Partia Liberalna                     |
| 18                               | Eligio Ayala (1879–1930)                                        |                      | 15 sierpnia 1924     | 15 sierpnia 1928     | Partia Liberalna                     |
| 19                               | José Guggiari (1884–1957)                                       |                      | 15 sierpnia 1928     | 15 sierpnia 1932     | Partia Liberalna                     |
| 20                               | Eusebio Ayala (1875–1942)                                       |                      | 15 sierpnia 1932     | 17 lutego 1936       | Partia Liberalna                     |
| -                                | Rafael Franco (1896–1973)                                       |                      | 20 lutego 1936       | 15 sierpnia 1937     | Partia Rewolucji Lutowej             |
| 21                               | Félix Paiva (1877–1965)                                         |                      | 16 sierpnia 1937     | 15 sierpnia 1939     | Partia Liberalna                     |
| 22                               | José Estigarribia (1888–1940)                                   |                      | 15 sierpnia 1939     | 7 września 1940      | Partia Liberalna                     |
| -                                | Alejandro Marín Iglesias (1907–1988)                            |                      | 7 września 1940      | 8 września 1840      | Partia Liberalna                     |
| 23                               | Higinio Moríñigo (1897–1983)                                    |                      | 8 września 1940      | 3 czerwca 1948       | bezpartyjny                          |
| -                                | Juan Manuel Frutos (1879–1960)                                  |                      | 3 czerwca 1948       | 15 sierpnia 1948     | Colorado                             |
| 24                               | Juan González (1897–1966)                                       |                      | 15 sierpnia 1948     | 30 stycznia 1949     | Colorado                             |
| -                                | Raimundo Rolón (1903–1981)                                      |                      | 30 stycznia 1949     | 27 lutego 1949       | Colorado                             |
| 25                               | Felipe Molas (1901–1954)                                        |                      | 27 lutego 1949       | 11 września 1949     | Colorado                             |
| 26                               | Federico Chaves (1882–1978)                                     |                      | 11 września 1949     | 5 maja 1954          | Colorado                             |
| -                                | Tomás Romero (1886–1982)                                        |                      | 5 maja 1954          | 15 sierpnia 1954     | Colorado                             |
| 27                               | Alfredo Stroessner (1912–2006)                                  |                      | 15 sierpnia 1954     | 3 lutego 1989        | Colorado                             |
| 28                               | Andrés Rodríguez (1923–1997)                                    |                      | 3 lutego 1989        | 15 sierpnia 1993     | Colorado                             |
| 29                               | Juan Carlos Wasmosy Monti (1938–)                               |                      | 15 sierpnia 1993     | 15 sierpnia 1998     | Colorado                             |
| 30                               | Raúl Cubas (1943–)                                              |                      | 15 sierpnia 1998     | 28 marca 1999        | Colorado                             |
| 31                               | Luis González (1947–)                                           |                      | 28 marca 1999        | 15 sierpnia 2003     | Colorado                             |
| 32                               | Nicanor Duarte Frutos (1956–)                                   |                      | 15 sierpnia 2003     | 15 sierpnia 2008     | Colorado                             |
| 33                               | Fernando Lugo (1951–)                                           |                      | 15 sierpnia 2008     | 22 czerwca 2012      | Sojusz Patriotyczny na rzecz Zmiany  |
| 34                               | Federico Franco (1962–)                                         |                      | 22 czerwca 2012      | 15 sierpnia 2013     | Prawdziwa Partia Radykalno-Liberalna |
| 35                               | Horacio Cartes (1956–)                                          |                      | 15 sierpnia 2013     | 15 sierpnia 2018     | Colorado                             |
| 36                               | Mario Abdo Benítez (1971–)                                      |                      | 15 sierpnia 2018     | 15 sierpnia 2023     | Colorado                             |
| 37                               | Santiago Peña (1978–)                                           |                      | 15 sierpnia 2023     | nadal                | Colorado                             |